# Adar
Adar (in ebraico אדר‎?, Adār, connesso con l'accadico adaru), è il sesto mese civile e il dodicesimo mese religioso del calendario ebraico. Si pronuncia Adàr. È composto da 29 giorni.
Un mese complementare di Adar occorre durante gli anni embolistici. In questo periodo, Adar si chiama Adar I (Adar Alef o Adar Rishon) e Adar II (Adar Bet, Adar Sheni o veAdar):
- Adar I: 30 giorni
- Adar II: 29 giorni

Nel mese di Adar, occorre la festa di Purim in ricordo dell'esilio degli Ebrei in Babilonia.

## Periodo
Durante gli anni 5761–5860 del calendario ebraico, Adar occorre nei seguenti periodi del calendario gregoriano:
| Durata degli anni | Inizio di Adar          | Fine di Adar      | Inizio di Adar I       | Fine di Adar I    | Inizio di Adar II | Fine di Adar II    |
| ----------------- | ----------------------- | ----------------- | ---------------------- | ----------------- | ----------------- | ------------------ |
| 353 giorni        | 10 febbraio–28 febbraio | 11 marzo–28 marzo | -                      | -                 | -                 | -                  |
| 354 giorni        | 10 febbraio–1º marzo    | 11 marzo–30 marzo | -                      | -                 | -                 | -                  |
| 355 giorni        | 11 febbraio–1º marzo    | 12 marzo–30 marzo | -                      | -                 | -                 | -                  |
| 383 giorni        | -                       | -                 | 30 gennaio–9 febbraio  | 1º marzo–11 marzo | 1º marzo–11 marzo | 30 marzo–9 aprile  |
| 384 giorni        | -                       | -                 | 1º febbraio–9 febbraio | 3 marzo–11 marzo  | 3 marzo–11 marzo  | 1º aprile–9 aprile |
| 385 giorni        | -                       | -                 | 31 gennaio–10 febbraio | 2 marzo–12 marzo  | 2 marzo–12 marzo  | 31 marzo–10 aprile |